# Chondracanthus nodosus
Chondracanthus nodosus – gatunek widłonoga z rodziny Chondracanthidae. Opisał go w 1776 roku duński przyrodnik Otto Friedrich Müller, nadając mu nazwę Lernaea nodosa.